# Oropéndolas
Oropéndolas är en ort i Honduras.   Den ligger i departementet Departamento de Cortés, i den västra delen av landet, 130 km nordväst om huvudstaden Tegucigalpa. Oropéndolas ligger 165 meter över havet och antalet invånare är 1 333.
Terrängen runt Oropéndolas är huvudsakligen kuperad, men norrut är den platt. Runt Oropéndolas är det ganska glesbefolkat, med 48 invånare per kvadratkilometer. Närmaste större samhälle är Santa Cruz de Yojoa, 5,1 km sydost om Oropéndolas.  